# Cyclosa pentatuberculata
Cyclosa pentatuberculata là một loài nhện trong họ Araneidae.
Loài này thuộc chi Cyclosa. Cyclosa pentatuberculata được Chang-Min Yin, Zhu & Jia-Fu Wang miêu tả năm 1995.